# Lophotrochozoa
Lophotrochozoa (grčki lophos - kresta, perjanica, čuperak; trochos - kotač; zoon - životinja) su u prvoj liniji molekularnogenetički utvrđeno natkoljeno životinja unutar skupine koljena Protostomia. Osnovna zajednička osobina im je prisutnost vijenca pipaca oko usnog otvora. 
Lophotrochozoe su ekološki vrlo uspješna skupina koja okuplja u prvom redu crvolike organizme, ali u skupinu spadaju i mekušci i ramenonošci. Najkompliciranije morfološke strukture imaju glavonošci (Cephalopoda) iz koljena mekušaca. Pojedine vrste mekušaca pokazuju čak i komlicirano socijalno ponašanje i - vjerojatno s tim povezano - relativno visoku inteligenciju.

## Sistematika
U Lophotrochoze svrstavaju se dvije velike skupine životinja koje su u pravilu utvrđene na temelju morfologije, Lophophorata i Trochozoa. Danas se većinom pretpostavlja njihova bliska srodnost, no ne može se smatrati sigurnom.
Ovoj podjeli suprotstavljena je tradicionalna hipoteza (Koncept Articulata), temeljena na morfološkim osobinama segmentiranog tijela, koja pretpostavlja blisku srodnost između kolutićavaca i člankonožaca (kukci, paučnjaci i drugi). No, ova hipoteza nije potvrđena ni molekularnogenetički, a niti studijom razvojnih stadija tih skupina.

## Vanjske poveznice
- UCMP-Lophotrochozoa Uvod